# Plakette des Luftgaues Charkow
Die Plakette des Luftgaues Charkow war eine nichttragbare Auszeichnung der deutschen Luftwaffe während des Zweiten Weltkrieges, die vom General der Flakartillerie Bernhard Waber 1942 gestiftet wurde. Ihrem Charakter nach, handelte es sich hierbei um eine offizielle staatliche Auszeichnung, allerdings nicht im Sinne des damaligen Ordensgesetzes von 1937. Die Verleihung der Plakette erfolgte nur an Luftwaffenangehörige des Luftgaues Charkow, wenn deren Verdienste keine Würdigung durch eine staatliche Auszeichnung erlangen konnten (z. B. Kriegsverdienstkreuz, Eisernes Kreuz II. Klasse).
Die aus Eisenguss hergestellte Plakette ist 161 mm hoch, 105 mm breit und zeigt innerhalb eines erhöht gehaltenen Randgrates am oberen Rand das Hoheitsabzeichen der Luftwaffe sowie drei darunter liegende Stadtwappen der Städte Poltawa, Kiew und Kursk mit ihren jeweiligen Ortsnamen. Darunter anschließend befinden sich zwei diagonal gekreuzte und nach unten zeigende Schwerter die von Lorbeerzweigen flankiert werden, die das Stadtwappen Charkows leicht schneiden. Das Stadtwappen wird dabei beidseitig von je drei Eichenlaubzweigen flankiert. Unter diesem Stadtwappen ist die vierzeilige Inschrift, von denen die zweite nur aus drei Punkten besteht: FÜR.BESONDERE.BEWÄHRUNG / DER KOMMANDIERENDE.GENERAL.UND / BEFEHLSHABER.IM.LUFTKAU.CHARKOW zu lesen. Überreicht wurde die Plakette mit einer dazugehörigen Besitzurkunde im Format DIN A4.